# Machaerina hirta
Machaerina hirta är en halvgräsart som beskrevs av Johann Otto Boeckeler. Machaerina hirta ingår i släktet Machaerina och familjen halvgräs.
Artens utbredningsområde är Samoa. Inga underarter finns listade i Catalogue of Life.